# هنتر أبوت
هنتر أبوت (بالإنجليزية: Hunter Abbott)‏ هو سائق سباق بريطاني، ولد في 4 ديسمبر 1980 في ليفربول في المملكة المتحدة.